# 86 (кінофестиваль)
«86» — щорічний фестиваль кіно та урбаністики в місті Славутич. Відбувався протягом 5 років з 2014-го до 2018 року.

### Історія фестивалю
Фестиваль було засновано у 2014 році Іллею Гладштейном та Надією Парфан. Кінопрограма фестивалю спеціалізується на документальному кіно на тему урбаністики, енергетики, екології. Крім кінопрограми в рамках фестивалю в Славутичі відбуваються інші заходи.

Про ідею заснування каже Ілля Гладштейн:
Кінофестивалі — це те, що в нас виходить найкраще. Нам стало цікаво зробити міжнародну культурну подію в невеликому місті подалі від столиць та великих центрів, де будь-що негігантське губиться в потоці людей та новин.
У 2019 році кінофестиваль було скасовано організаторами через скандал під час отримання фінансування від Міністерства культури.

### Програма фестивалю
- Програма повнометражних фільмів
- «Пальма Півночі»
- «Гра в міста»
- «My Street Films Ukraine»

Національний конкурс документального кіно «Пальма Півночі» проводиться на фестивалі з 2016 року.

### Переможці фестивалю

#### 2015
- Переможець конкурсу «MyStreetFilms» — «Мій кристал», реж. Оксана Казьміна
- Переможець конкурсу «MyStreetFilms» — «На сході», реж. Пйотр Армяновський

#### 2016
- Гран-прі «Пальма Півночі» — «Цвєтаєвої і Маяковського», реж. Поліна Мошенська
- Спеціальна відзнака — «В школу», реж. Наталія Шевченко
- Спеціальна відзнака — «Перемир'я», реж. Валерій Пузік
- Приз глядацьких симпатій — «Дивокрай», реж. Анатолій Ульянов, Наташа Машарова

#### 2017
- Гран-прі «Пальма Півночі» — «Хто ти. Хто я. З наукового погляду», реж. Аня Калініченко
- Приз глядацьких симпатій — «Хто ти. Хто я. З наукового погляду», реж. Аня Калініченко
- Переможець конкурсу «MyStreetFilms-РУБІЖ» — «Ма», реж. Марія Стоянова
- Спецприз конкурсу «MyStreetFilms-РУБІЖ» — «Гірник», реж. Марія Ворончук